# Onofre sibilans
Onofre sibilans är en spindelart som beskrevs av Ruiz, Brescovit 2007. Onofre sibilans ingår i släktet Onofre och familjen hoppspindlar. Inga underarter finns listade i Catalogue of Life.